# Столбовая (река, впадает в Кроноцкий залив)
Столбовая — река на полуострове Камчатка в России.
Длина реки — 20 км. Протекает по территории Елизовского района Камчатского края. Впадает в Тихий океан.
Ительменское название Кромаун — «лесная река».

## Данные водного реестра
По данным государственного водного реестра России относится к Анадыро-Колымскому бассейновому округу.
Код объекта в государственном водном реестре — 19070000212120000019933.